# روبرت جي. دبليو. أندرسون
روبرت جي. دبليو. أندرسون (بالإنجليزية: Robert G. W. Anderson)‏ هو كيميائي بريطاني، ولد في 2 مايو 1944 في لندن في المملكة المتحدة.